# Josef Bühler
El Dr. Josef Bühler (6 de febrer de 1904 – 1948 era secretari d'estat del Govern General nazi a Cracòvia durant la Segona Guerra Mundial.
Bühler va néixer a Bad Waldsee. S'afilià al Partit Nazi el 1933. Bühler treballà com advocat amb el Dr. Hans Frank, que va ser el defensor d'Adolf Hitler. Quan els nazis van pujar al poder, Bühler va ser nomenat President de l'Acadèmia Legal Alemanya.
Després de la invasió de Polònia al setembre de 1939, Frank va ser nomenat Governador General del Govern General de la Polònia ocupada, i Bühler el va acompanyar a Cracòvia per assumir el post de Secretari d'Estat. El SS-Reichsführer Heinrich Himmler li va atorgar el rang honorífic de SS-Brigadeführer en aquests moments.
Bühler assistí a la Conferència de Wannsee el 20 de gener de 1942 com a representant de Frank. Durant la conferència (on es discutí sobre 'la solució final de la Qüestió Jueva a l'Esfera d'influència Alemanya d'Europa), Bühler pressionà a la resta de conferenciants per 'solucionar la Qüestió Jueva al Govern General tan aviat com sigui possible'.
Després de la guerra, Bühler va ser jutjat pels polonesos per crims contra la humanitat, condemnat a mort i executat a Cracòvia el 1948

## Ficció i Cinema
Interpreta un paper important a la novel·la d'història alternativa Pàtria, de Robert Harris.
A la pel·lícula "La Solució Final" del 2001 va ser interpretat per l'actor britànic Ben Daniels.